# Sibualbuali
El Sibualbuali és un estratovolcà molt erosionat que es troba a l'illa de Sumatra, Indonèsia. El cim s'eleva fins als 1.819 msnm i presenta dos camps de fumaroles al flanc oriental. Hi ha un dom de lava de riolita i dacita fruit del desplaçament de la falla Toru-Asik. Es desconeix quan va tenir lloc la darrera erupció.